# Diócesis de Cúneo-Fossano
La diócesis de Cúneo-Fossano (en latín: Dioecesis Cuneensis-Fossanensis y en italiano: Diocesi di Cuneo-Fossano) es una circunscripción eclesiástica de la Iglesia católica en Italia. Se trata de una diócesis latina, sufragánea de la arquidiócesis de Turín. Desde el 1 de junio de 2023 su obispo es Piero Delbosco.

## Territorio y organización

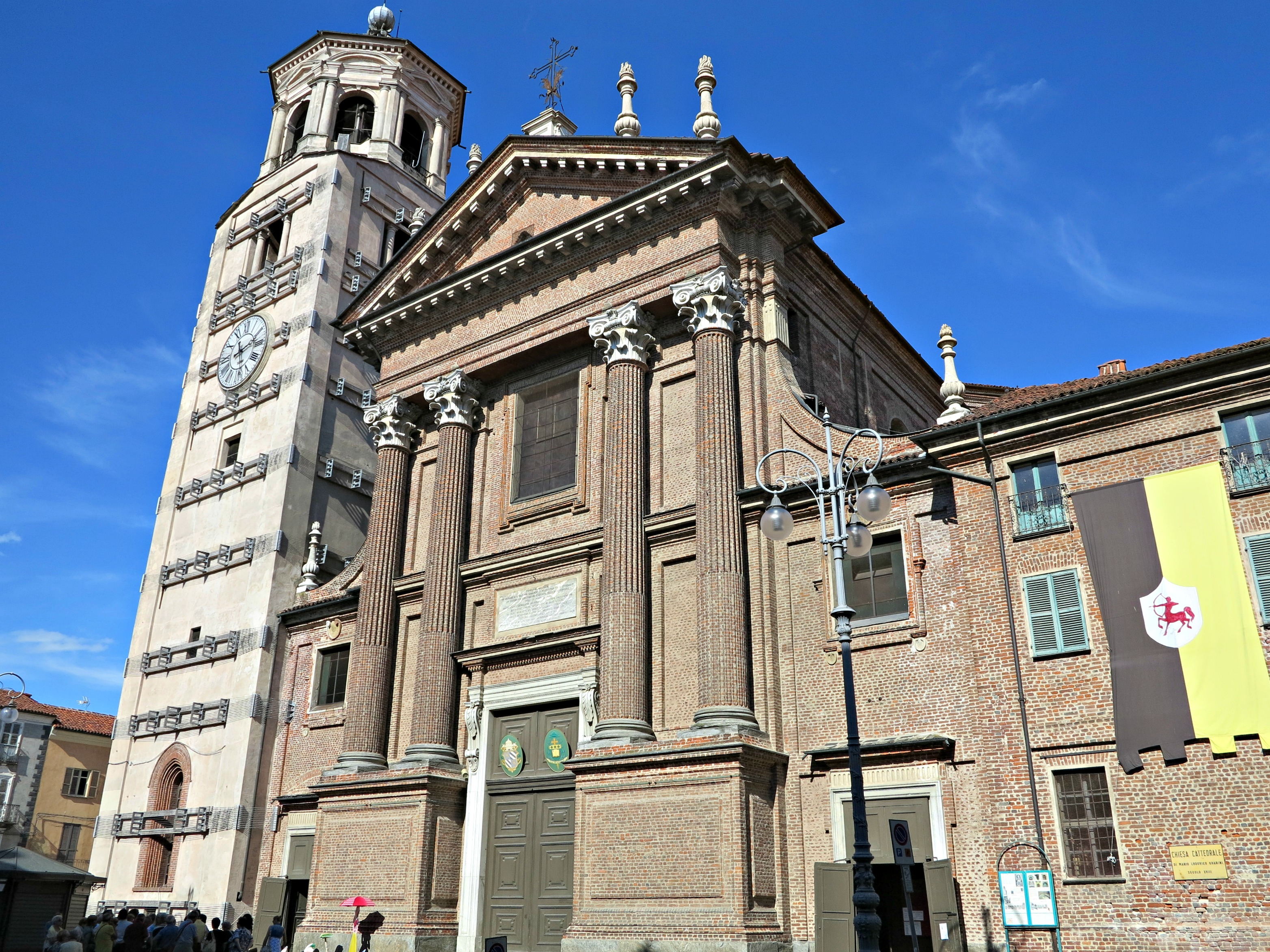
Concatedral basílica de Santa María y San Juvenal, en Fossano

La diócesis tiene 1841 km² y extiende su jurisdicción sobre los fieles católicos de rito latino residentes en parte de la provincia de Cúneo en la región de Piamonte, comprendiendo las comunas de: Cervere, Salmour, Genola, Fossano, una pequeña parte de Savigliano, Vottignasco, Villafalletto, Centallo, Montanera, Castelletto Stura, Cúneo, Caraglio, Cervasca, Vignolo, Bernezzo, Roccasparvera, Borgo San Dalmazzo, Boves, Gaiola, Rittana, Valloriate, Valgrana, Montemale di Cuneo, Monterosso Grana, Pradleves, Castelmagno, Sambuco, Pietraporzio, Argentera, Vinadio, Aisone, Demonte, Moiola, Valdieri, Roccavione, Robilante, Roaschia, Vernante, Entracque y Limone Piemonte.

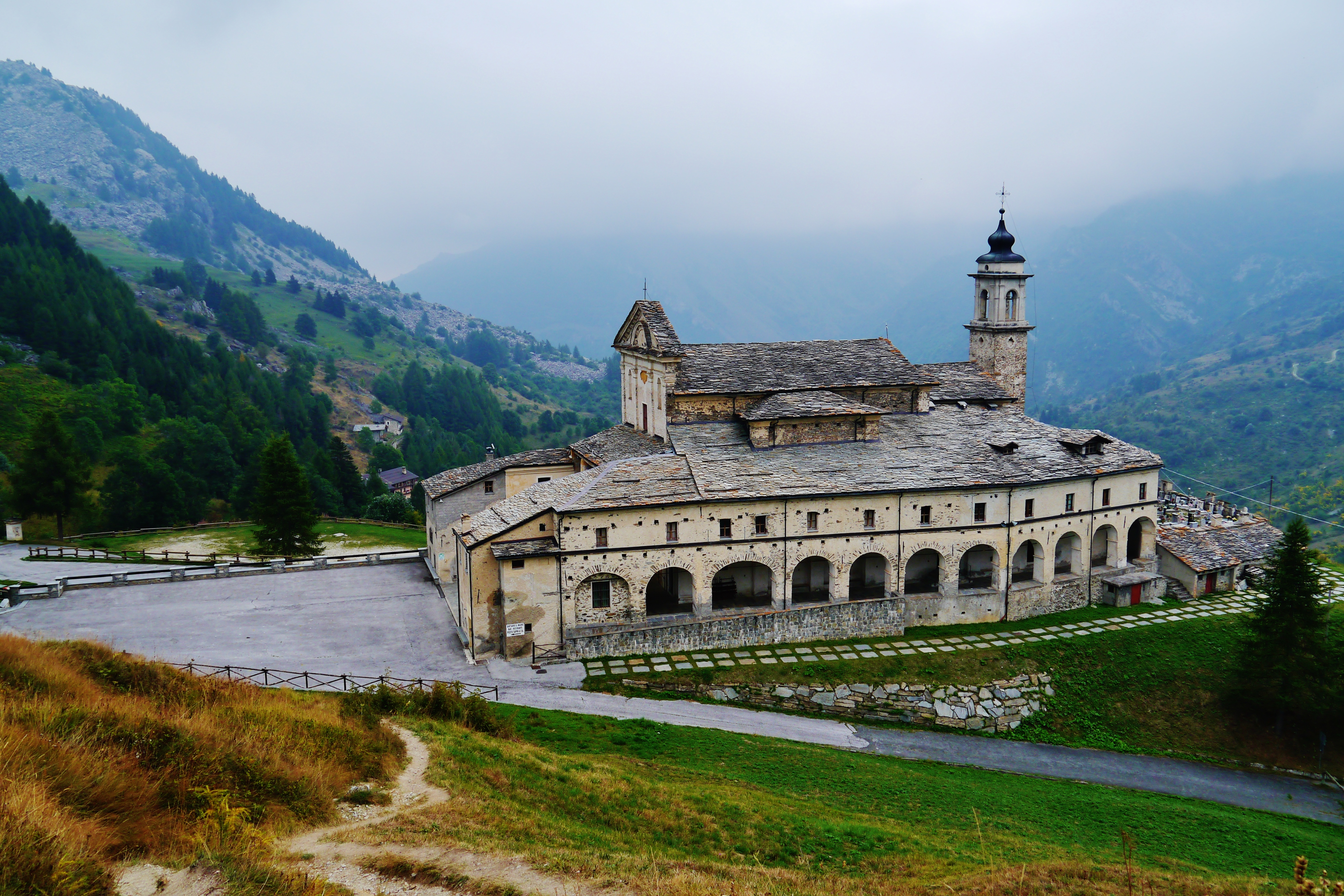
Santuario de San Magno, en Castelmagno

La sede de la diócesis se encuentra en la ciudad de Cúneo, en donde se halla la Catedral de Santa María del Bosque. En Fossano se halla la Concatedral basílica de Santa María y San Juvenal. Existen además los siguientes santuarios diocesanos:
- el santuario de San Magno, en Castelmagno;
- el santuario de la Virgen de la Divina Providencia, en Cussanio;
- el santuario de la Regina Pacis, en Fontanelle di Boves;
- el santuario de Santa Ana, en Vinadio.

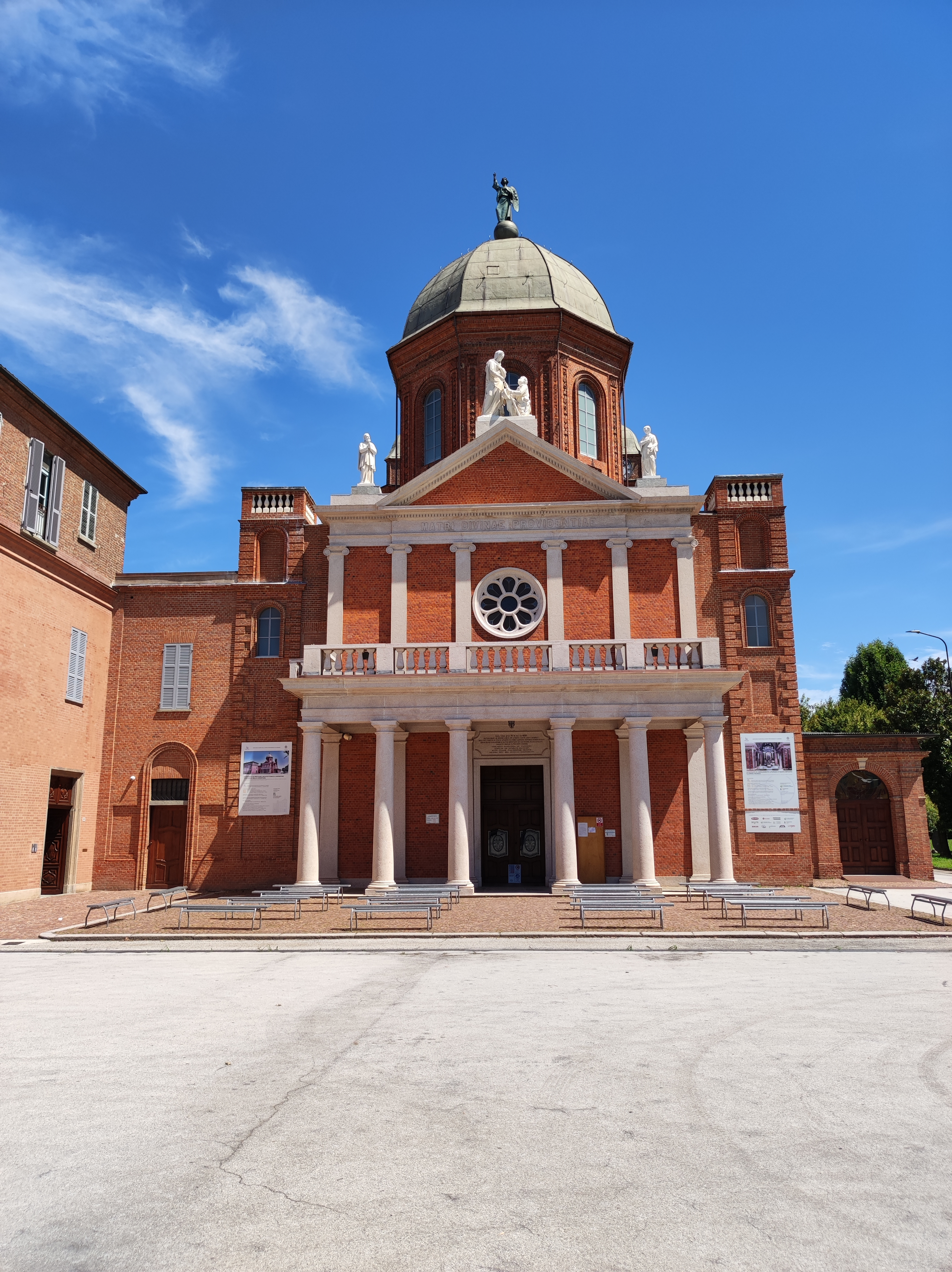
Santuario de la Virgen de la Divina Providencia, en Cussanio

En 2023 en la diócesis existían 115 parroquias agrupadas en 10 zonas pastorales: Cuneo città, Cuneo Oltregesso, Cuneo Oltrestura, Valle Colla, Valli Gesso e Vermenagna, Valle Stura, Valle Grana, Fossano città, Fossano nord-est y Fossano sud-ovest.

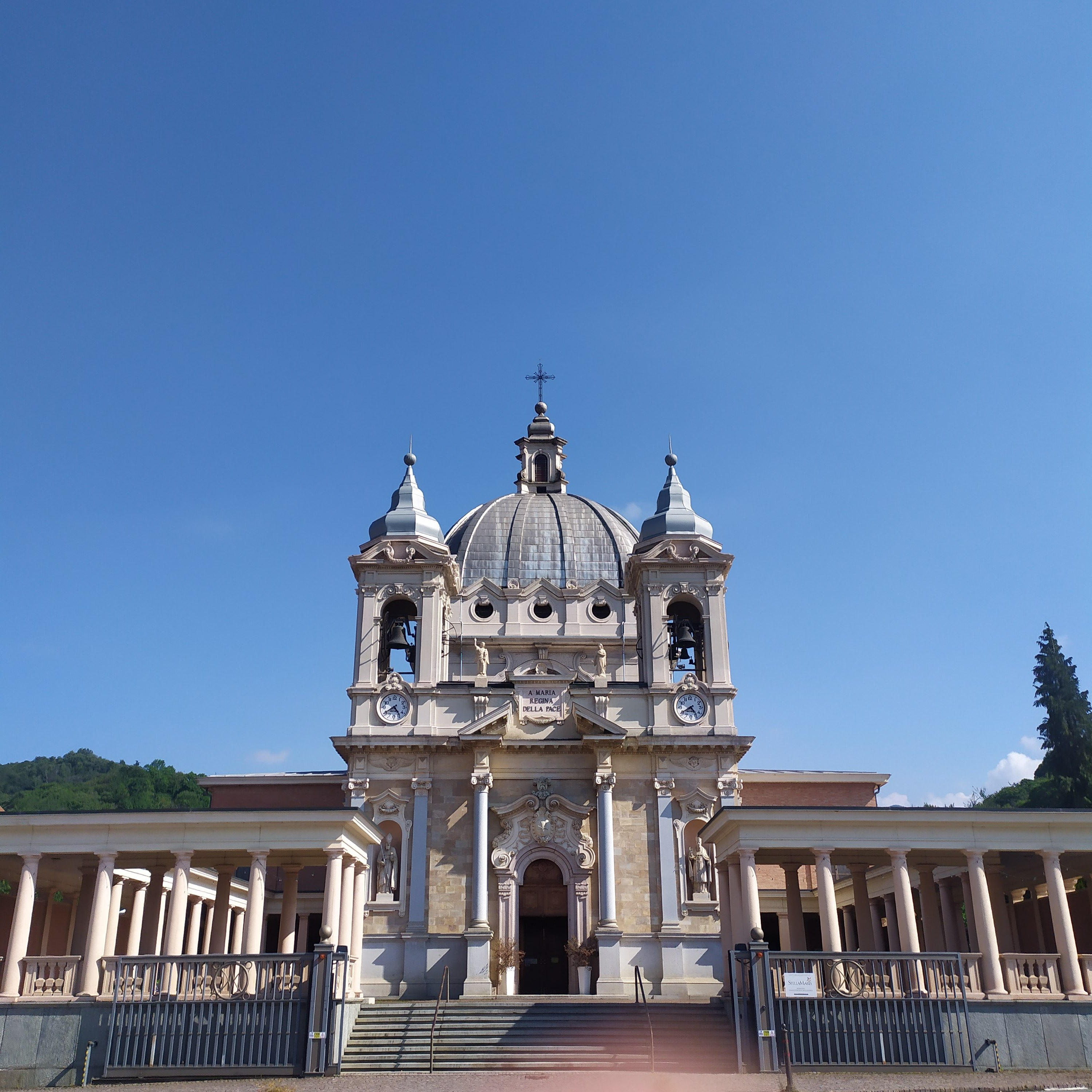
Santuario de la Regina Pacis, en Fontanelle di Boves

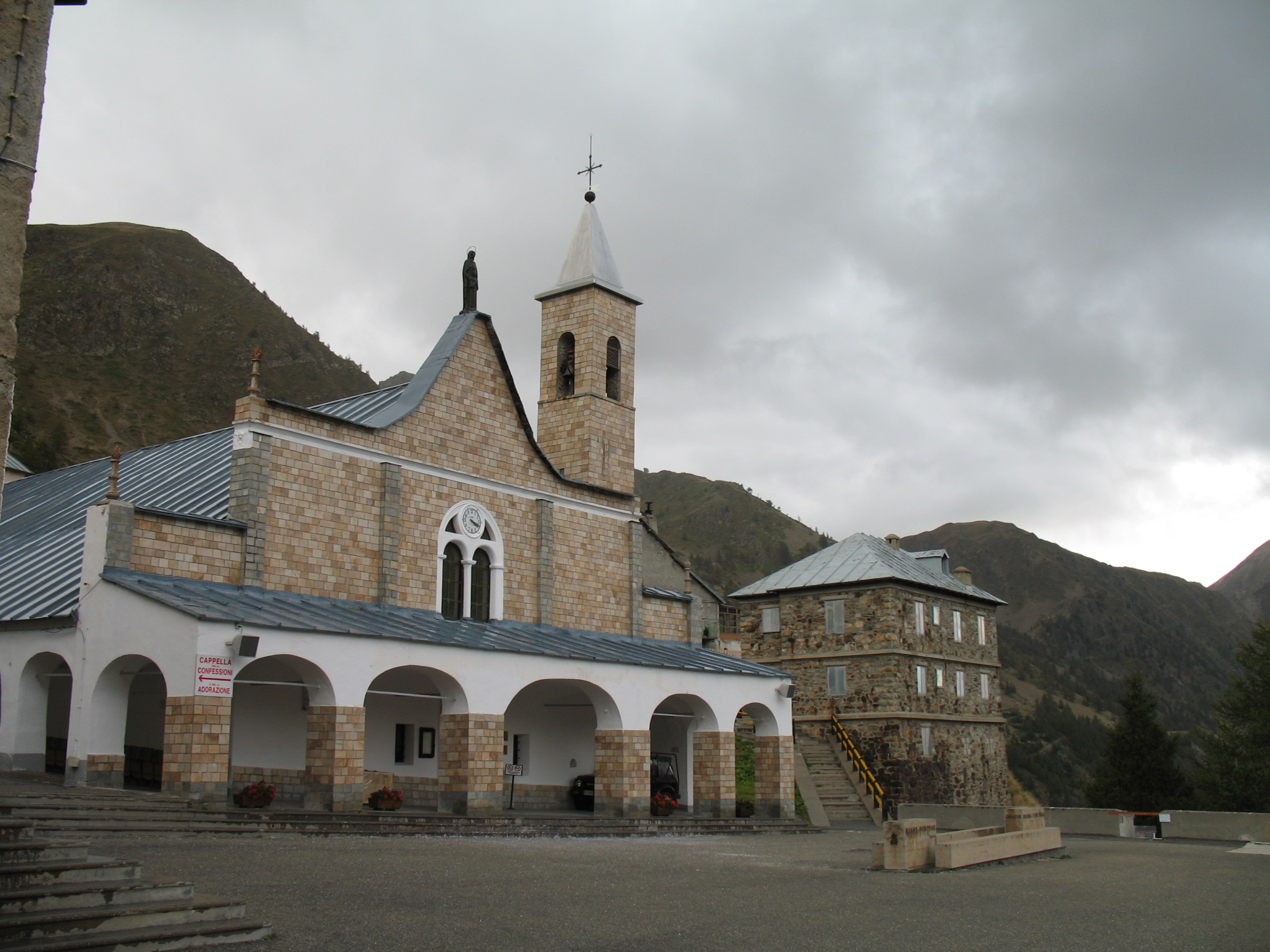
Santuario de Santa Ana, en Vinadio

## Historia
La actual diócesis nació el 1 de junio de 2023 de la unión de dos sedes episcopales anteriores: la diócesis de Fossano, erigida el 15 de abril de 1592, y la diócesis de Cúneo, instituida el 17 de julio de 1817.

### Fossano

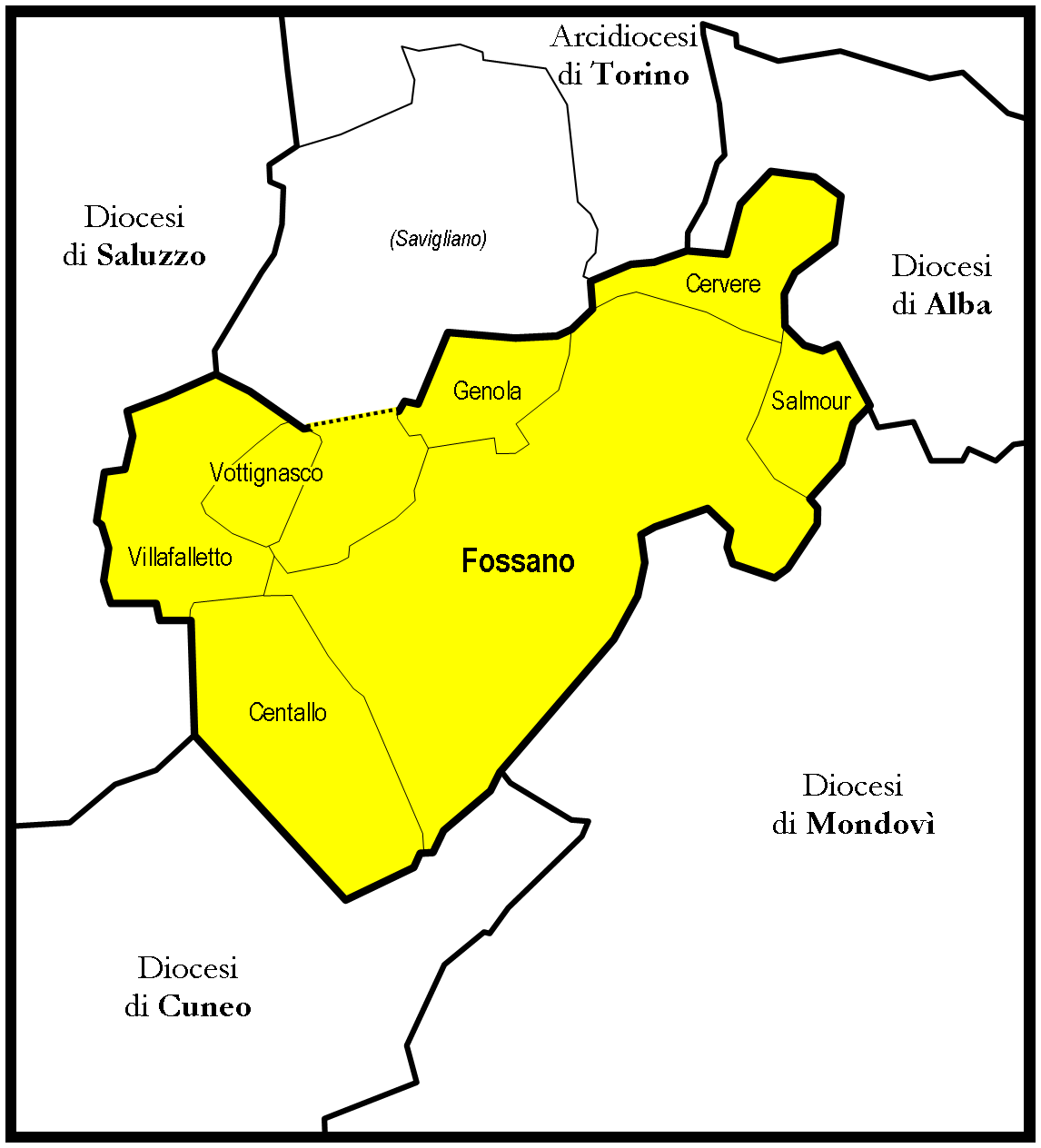
Mapa de la antigua diócesis de Fossano

La diócesis de Fossano fue erigida el 15 de abril de 1592 mediante la bula Cum Principatus Pedemontium del papa Clemente VIII, a petición del duque Carlos Manuel I de Saboya; el mismo día el papa dirigió la carta Hodie ex certis a los fieles y al pueblo de Fossano en la que anunciaba la erección de la nueva diócesis, cuyo territorio estaba compuesto por quince localidades tomadas de la arquidiócesis de Turín y cuatro localidades de la diócesis de Asti. La colegiata de Santa María, que data del siglo XIII, se convirtió en la catedral de la nueva diócesis, que pasó a ser sufragánea de la arquidiócesis de Turín.
Camillo Daddeo, obispo de Brugnato, fue llamado a gobernar la nueva diócesis y, nada más llegar a Fossano, realizó una visita pastoral a la diócesis, al final de la cual, en 1595, convocó el primer sínodo diocesano para la aplicación de los decretos de reforma del Concilio de Trento.
El seminario episcopal fue fundado por el obispo Tommaso Piolatto en 1608, pero muchas veces, durante el siglo XVII, tuvo que cerrar sus puertas por la insuficiencia de los medios necesarios para su funcionamiento. En estos casos, los seminaristas asistieron a cursos en el colegio abierto por los padres somascos en Fossano durante el episcopado de Federico Sandri Trotti (1627-1646). El seminario fue reabierto definitivamente por Maurizio Bertone (1678-1701), que también participó en la construcción del nuevo obispado; mientras que Carlo Giuseppe Morozzo, entre 1771 y 1777, fue responsable de la construcción de un nuevo edificio para el seminario, contiguo al palacio episcopal, y de la construcción de la nueva catedral, cuyas obras comenzaron en 1778 y finalizaron en 1791.
Durante el período napoleónico la diócesis fue suprimida el 1 de junio de 1803 y su territorio se añadió al de la diócesis de Mondovì mediante la carta apostólica Gravissimis causis del papa Pío VII. Luego fue restablecida por el papa Pío VII el 17 de julio de 1817 mediante la bula Beati Petri; al mismo tiempo se redefinieron los límites diocesanos, reducidos respecto al territorio anterior, con el traslado de ocho parroquias a la nueva diócesis de Cúneo y cuatro a la de Saluzzo, y la adquisición de la comuna de Centallo a la arquidiócesis de Turín.
El primer obispo de la diócesis restaurada fue Luigi Fransoni, que trabajó en particular para reconstruir las estructuras diocesanas, perdidas en el período francés. Nombrado metropolitano de Turín, continuó gobernando la sede de Fossano como administrador apostólico hasta 1836. La segunda mitad del siglo XIX, después de un período de veinte años de sede vacante, estuvo marcada por el episcopado de Emiliano Manacorda, que gobernó la diócesis de 1871 a 1909: « obispo intransigente, realizó una minuciosa visita pastoral, convocó un sínodo y reconstruyó el santuario diocesano de Cussanio que estaba dedicado, recordando las apariciones del siglo XVI, a "María, Madre de la Divina Providencia". Fundó el semanario diocesano La Fedeltà, que todavía se publica como semanario católico fossanense.»
En 2004 se inauguró el museo diocesano de arte sacro en los locales del antiguo seminario de Fossano.
La diócesis incluía todas las comunas de Centallo, Cervere, Fossano, Genola, Salmour, Villafalletto y Vottignasco y parte de la de Savigliano. Antes de la unión definitiva con Cúneo en 2023, el territorio diocesano se extendía sobre 275 km² y estaba dividido en 33 parroquias, agrupadas en 3 áreas pastorales:
- la zona pastoral de Fossano-Città incluía 10 parroquias en el centro de Fossano y en sus fracciones de Boschetti, San Martino y Tagliata;
- la zona pastoral del suroeste incluía 13 parroquias en las comunas de Centallo, Villafalletto y Vottignasco, y en las fracciones de Fossano de Gerbo, Maddalene, Mellea, Murazzo, Piovani, San Sebastiano Comunia y San Vittore;
- la zona pastoral del noreste incluía 10 parroquias en las comunas de Cervere, Genola y Salmour, en las fracciones de Levaldigi y Tetti Roccia di Savigliano, y en las fracciones de Loreto, Sant'Antonio Baligio y San Lorenzo di Fossano.

### Cúneo

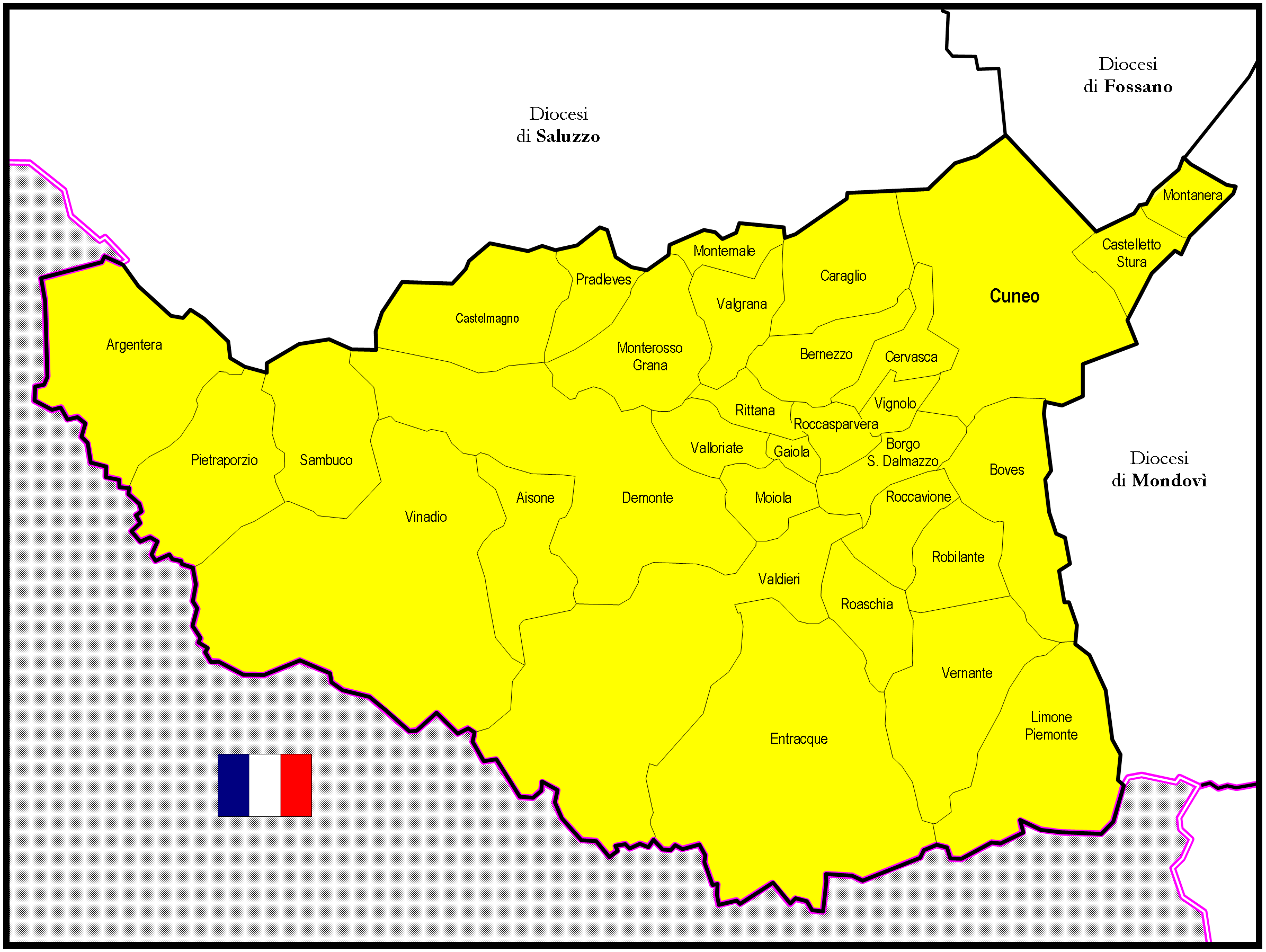
Mapa de la antigua diócesis de Cúneo

En época napoleónica, tras la invasión francesa, el Piamonte fue anexado a Francia, convirtiéndose en una región con el nombre de Au delà des Alpes, dividida en cinco departamentos (1802). Como ya había ocurrido en suelo francés, Napoleón Bonaparte impuso también una reducción de las diócesis en Piamonte, confirmada por el papa Pío VII con el breve Gravissimis causis del 1 de junio de 1803. Con la Restauración y el fin del régimen napoleónico se restableció la situación anterior, aunque con la erección de nuevas diócesis.
El 25 de noviembre de 1814 el ayuntamiento de Cúneo había encargado al conde Carlo Pascale d'Illonza y al marqués Paolo Della Valle di Clavesana, patricios de Cúneo, convencer al rey Víctor Manuel I de Cerdeña de elevar la ciudad de Cúneo a la sede de un obispado. Este intento tuvo éxito cuando Pío VII publicó la bula Beati Petri el 17 de julio de 1817, con la que el pontífice restauró las antiguas diócesis piamontesas suprimidas en 1803, y al mismo tiempo estableció la nueva diócesis de Cúneo, obteniendo el territorio de la diócesis de Mondovì.
El primer obispo fue Amedeo Bruno di Samone de los condes Bruno di Tornaforte, que hizo su entrada solemne en la diócesis el 15 de octubre de 1817. El palacio episcopal fue legado por el conde Francesco Bruno de Tornaforte y todavía hoy es la sede de la curia diocesana. El 23 de diciembre de 1826 el consejo comunal de Cúneo aprobó la propuesta del obispo Amadeo de elegir a san Miguel Arcángel como patrono de la ciudad y de la diócesis; con la misma bula fue elegido protector especial y defensor de la ciudad el beato Angelo Carletti. En 1831 el obispo Amedeo hizo construir el santuario de la Madonna della Riva, haciendo todo lo posible durante los años del cólera (1835) para ayudar a la población de Cúneo. Amedeo fue también responsable de la creación del seminario episcopal y de la celebración del primer sínodo diocesano en 1827, precedido de una visita pastoral a todas las parroquias.
Durante el episcopado de Amedeo Bruno di Samone, el canónigo Bartolomeo Manassero fundó en 1831 la congregación de las Hermanas de San José de Cúneo, que fue aprobada definitivamente por la Santa Sede en 1948.
En 1844 el superior general de los carmelitas descalzos, Clemente Manzini, fue nombrado obispo de Cúneo y se encargó de la construcción del nuevo seminario, cerca de la catedral, inaugurado en 1845; en 1853 se inauguró también el seminario menor confiado a los jesuitas.
En 1860, tras la anexión de Niza por Francia, la diócesis adquirió las cabeceras de los valles de Vesubia y Tinea (de la diócesis de Niza) más el alto Valle Roja (Briga Marittima y Tenda) de la diócesis de Ventimiglia. Este último hasta 1886, cuando volvió a la diócesis de Ventimiglia, mientras que las cabeceras de los valles de Tinea y Vesubia regresaron a la diócesis de Niza después de la Segunda Guerra Mundial, en 1947, tras la derrota de Italia y la modificación de las fronteras nacionales.
A finales del siglo XIX la diócesis estaba gobernada por el obispo Teodoro Valfrè di Bonzo, muy activo en la obra de renovación del clero y de los laicos; tras ser trasladado a la diócesis de Como, fue creado cardenal en 1919. Su sucesor Andrea Fiore (1895-1914) celebró el segundo sínodo diocesano (1901), estableció oratorios en las parroquias de la ciudad de Cúneo, dio impulso a la Acción Católica y al periódico católico Lo Stendardo.
El obispo Quirico Travaini fundó la revista diocesana de Cúneo en 1929 y promovió la celebración de un congreso eucarístico mariano en Cúneo en 1931.
El 19 de enero de 1950 se revisaron las fronteras con la cercana diócesis de Mondovì en las comunas de Montanera y Morozzo.
Guido Tonetti (1957-1971) participó en el Concilio Vaticano II e, impulsado por la renovación eclesial introducida por este concilio, reorganizó las diversas estructuras pastorales de la diócesis promoviendo sucesivamente el año eucarístico mariano, el año litúrgico, el año bíblico y el año del Concilio; completó los trabajos de restauración de la catedral; promovió en particular la pastoral juvenil, también gracias a la creación de jornadas de estudio sobre la catequesis de adolescentes y jóvenes.
Bajo el episcopado de Carlo Aliprandi (1971-1999) se promovió una amplia labor de formación permanente del clero y de los laicos que ayudó a interiorizar la renovación del Concilio Vaticano II y a tomar conciencia de las transformaciones eclesiales, en particular de la crisis de vocaciones a las órdenes sagradas y a la vida consagrada que se agudizaron a finales de siglo. Este camino encontró una síntesis en el IV Sínodo Diocesano, celebrado entre 1995 y 1998.
A finales de septiembre de 2012 se inauguró el museo diocesano de arte sacro, ubicado en el conjunto monumental de San Sebastiano, que para la ocasión fue objeto de una notable labor de restauración y recuperación de las distintas estructuras, entre ellas la iglesia de San Sebastiano y sus alrededores.
El 23 de junio de 2017, san Dalmazzo de Pedona fue confirmado como patrono secundario de la diócesis.
Antes de la unión definitiva con Fossano en 2023, el territorio de la diócesis de Cúneo se extendía sobre 1566 km² y estaba dividido en 82 parroquias, agrupadas en 7 áreas pastorales:
- la zona pastoral de la ciudad de Cúneo para un total de 8 parroquias;
- la zona pastoral Oltre Gesso incluía 9 parroquias en las comunas de Castelletto Stura y Montanera y en algunas fracciones de la comuna de Cúneo (Bombonina, Borgo San Giuseppe, Madonna delle Grazie, Roata Canale, Spinetta y Tetti Pesio);
- la zona pastoral de Oltre Stura incluía 14 parroquias en las comunas de Cervasca y Vignolo y en algunas fracciones de la comuna de Cúneo (Cerialdo, Confreria, Madonna dell'Olmo, Passatore, Roata Rossi, Ronchi, San Benigno y San Pietro del Gallo);
- la zona pastoral de Valle Colla comprendía 5 parroquias de la comuna de Boves;
- la zona pastoral de los Valles de Gesso y Vermenagna incluía 13 parroquias en las comunas de Borgo San Dalmazzo, Entracque, Limone Piemonte, Roaschia, Robilante, Roccavione, Valdieri y Vernante;
- la zona pastoral de Valle Stura incluía 17 parroquias de las comunas de Aisone, Argentera, Demonte, Gaiola, Moiola, Pietraporzio, Rittana, Roccasparvera, Sambuco, Valloriate y Vinadio;
- la zona pastoral de Valle Grana incluía 16 parroquias en las comunas de Bernezzo, Caraglio, Castelmagno, Montemale di Cuneo, Monterosso Grana, Pradleves y Valgrana.

### Sedes unidas
Durante el episcopado de Quirico Travaini (1926-1934), las diócesis de Cúneo y Fossano se unieron por primera vez in persona episcopi. Este tipo de unión fue restablecido el 1 de febrero de 1999.
Con Piero Delbosco se inició el proceso judicial que condujo a la unión plena de las diócesis de Cúneo y Fossano, culminando con la celebración de un sínodo único para las dos diócesis: fue anunciado el 28 de mayo de 2021 y concluyó, tras cinco sesiones de trabajo, el 24 de junio de 2022. Desde el 1 de octubre siguiente funciona una única curia diocesana en el nuevo obispado de Cúneo; el 31 de octubre fueron creados el consejo presbiteral, el colegio de consultores y el consejo diocesano para asuntos económicos, mientras que los dos institutos diocesanos para el sostenimiento del clero se reunirán en la nueva sede en el episcopio de Fossano.
El 1 de junio de 2023 el papa Francisco estableció la unión plena de las dos diócesis mediante la bula Omni cum diligentia; al mismo tiempo el distrito eclesiástico adoptó su nombre actual. Esta unión, ya anunciada el 8 de mayo del mismo año por el nuncio apostólico en Italia, Emil Paul Tscherrig, durante una celebración presidida en la Catedral de Fossano, entró también en vigor a efectos civiles el 1 de julio siguiente.

## Estadísticas
Según el Anuario Pontificio 2024 la diócesis tenía a fines de 2023 un total de 145 500 fieles bautizados.
| Año                                                                             | Población            | Población | Población      | Sacerdotes | Sacerdotes    | Sacerdotes    | Bautizados por sacerdote | Diáconos permanentes | Religiosos | Religiosos | Parroquias |
| Año                                                                             | Bautizados católicos | Total     | % de católicos | Total      | Clero secular | Clero regular | Bautizados por sacerdote | Diáconos permanentes | Varones    | Mujeres    | Parroquias |
| ------------------------------------------------------------------------------- | -------------------- | --------- | -------------- | ---------- | ------------- | ------------- | ------------------------ | -------------------- | ---------- | ---------- | ---------- |
| Diócesis de Fossano                                                             |                      |           |                |            |               |               |                          |                      |            |            |            |
| 1950                                                                            | 39 191               | 39 400    | 99.5           | 18         | 8             | 10            | 2177                     |                      | 17         | 210        | 30         |
| 1970                                                                            | 35 250               | 35 250    | 100.0          | 86         | 72            | 14            | 409                      |                      | 21         | 135        | 32         |
| 1980                                                                            | 36 670               | 36 685    | 100.0          | 80         | 67            | 13            | 458                      | 1                    | 21         | 84         | 32         |
| 1990                                                                            | 39 400               | 39 600    | 99.5           | 75         | 58            | 17            | 525                      |                      | 22         | 65         | 33         |
| 1999                                                                            | 39 900               | 40 300    | 99.0           | 64         | 47            | 17            | 623                      |                      | 19         | 28         | 33         |
| 2000                                                                            | 39 900               | 40 300    | 99.0           | 61         | 44            | 17            | 654                      |                      | 19         | 28         | 33         |
| 2001                                                                            | 39 540               | 40 100    | 98.6           | 61         | 43            | 18            | 648                      |                      | 23         | 27         | 33         |
| 2002                                                                            | 39 520               | 40 100    | 98.6           | 61         | 43            | 18            | 647                      |                      | 25         | 26         | 33         |
| 2003                                                                            | 39 320               | 40 100    | 98.1           | 64         | 46            | 18            | 614                      |                      | 25         | 24         | 33         |
| 2004                                                                            | 39 350               | 40 100    | 98.1           | 58         | 43            | 15            | 678                      |                      | 22         | 20         | 33         |
| 2006                                                                            | 39 400               | 40 100    | 98.3           | 55         | 40            | 15            | 716                      |                      | 26         | 19         | 33         |
| 2013                                                                            | 39 200               | 41 200    | 95.1           | 59         | 40            | 19            | 664                      | 1                    | 30         | 21         | 33         |
| 2016                                                                            | 38 900               | 41 730    | 93.2           | 54         | 37            | 17            | 720                      | 4                    | 26         | 22         | 33         |
| 2019                                                                            | 38 000               | 41 500    | 91.6           | 46         | 31            | 15            | 826                      | 5                    | 22         | 17         | 33         |
| 2021                                                                            | 37 640               | 41 100    | 91.6           | 38         | 23            | 15            | 990                      | 5                    | 21         | 15         | 33         |
| Diócesis de Cúneo                                                               |                      |           |                |            |               |               |                          |                      |            |            |            |
| 1950                                                                            | 89 400               | 90 000    | 99.3           | 214        | 182           | 32            | 417                      |                      | 88         | 987        | 72         |
| 1969                                                                            | 102 231              | 102 469   | 99.8           | 197        | 160           | 37            | 518                      |                      | 50         | 664        | 77         |
| 1980                                                                            | 113 178              | 113 780   | 99.5           | 198        | 165           | 33            | 571                      |                      | 37         | 602        | 85         |
| 1990                                                                            | 107 550              | 108 200   | 99.4           | 176        | 149           | 27            | 611                      |                      | 33         | 502        | 82         |
| 1999                                                                            | 107 326              | 109 176   | 98.3           | 160        | 139           | 21            | 670                      |                      | 27         | 420        | 82         |
| 2000                                                                            | 107 881              | 109 856   | 98.2           | 163        | 142           | 21            | 661                      |                      | 26         | 402        | 82         |
| 2001                                                                            | 107 740              | 110 120   | 97.8           | 161        | 140           | 21            | 669                      |                      | 29         | 400        | 82         |
| 2002                                                                            | 90 530               | 92 287    | 98.1           | 158        | 137           | 21            | 572                      |                      | 34         | 369        | 81         |
| 2003                                                                            | 90 552               | 92 315    | 98.1           | 154        | 133           | 21            | 588                      |                      | 34         | 369        | 81         |
| 2004                                                                            | 90 540               | 92 310    | 98.1           | 148        | 126           | 22            | 611                      |                      | 34         | 350        | 82         |
| 2006                                                                            | 108 100              | 119 195   | 90.7           | 138        | 117           | 21            | 783                      |                      | 33         | 306        | 82         |
| 2013                                                                            | 108 600              | 120 200   | 90.3           | 120        | 104           | 16            | 905                      | 4                    | 23         | 277        | 82         |
| 2016                                                                            | 105 000              | 117 000   | 89.7           | 117        | 101           | 16            | 897                      | 5                    | 23         | 264        | 82         |
| 2019                                                                            | 102 700              | 113 260   | 90.7           | 112        | 97            | 15            | 916                      | 6                    | 16         | 165        | 82         |
| 2021                                                                            | 105 000              | 117 000   | 89.7           | 108        | 97            | 11            | 972                      | 6                    | 12         | 130        | 82         |
| Diócesis de Cúneo-Fossano                                                       |                      |           |                |            |               |               |                          |                      |            |            |            |
| 2023                                                                            | 142 565              | 158 000   | 90.2           | 138        | 127           | 11            | 1033                     | 12                   | 19         | 185        | 115        |
| 2023                                                                            | 142 565              | 152 000   | 93.8           | 130        | 119           | 11            | 1096                     | 12                   | 19         | 185        | 115        |
| Fuente: Catholic-Hierarchy, que a su vez toma los datos del Anuario Pontificio. |                      |           |                |            |               |               |                          |                      |            |            |            |

## Episcopologio

### Obispos de Fossano
- Camillo Daddeo † (15 de abril de 1592-24 de septiembre de 1600 falleció)
- Pedro de León † (4 de marzo de 1602-antes de mayo de 1606 falleció)
- Tommaso Piolatto (Biolato), C.R.L. † (antes de mayo de 1606 por sucesión-14 de noviembre de 1620 falleció)
- Agostino (Agaffino) Solaro di Moretta † (29 de marzo de 1621-18 de junio de 1625 falleció)[nota 1]
- Federico Sandri Trotti † (20 de diciembre de 1627-3 de noviembre de 1646 falleció)
- Nicola Dalmazzo, O.S.A. † (23 de noviembre de 1648-20 de abril de 1653 falleció)
  - Sede vacante (1653-1658)
- Clemente Ascanio Sandri Trotti † (8 de julio de 1658-20 de abril de 1675 falleció)
- Ottaviano della Rovere, B. † (17 de junio de 1675-10 de octubre de 1677 falleció)
- Maurizio Bertone, C.R.S. † (28 de marzo de 1678-27 de noviembre de 1701 falleció)
  - Sede vacante (1701-1727)
- Cristoforo Lorenzo Baratta † (26 de noviembre de 1727-20 de julio de 1740 falleció)
- Giambattista Pensa † (17 de abril de 1741-1 de junio de 1754 falleció)
- Filippo Mazzetti † (17 de febrero de 1755-3 de marzo de 1761 falleció)
- Carlo Giuseppe Morozzo † (19 de abril de 1762-18 de noviembre de 1800 falleció)
  - Sede vacante (1800-1803)
  - Sede suprimida (1803-1817)
  - Sede vacante (1817-1821)[nota 2]
- Luigi Fransoni † (13 de agosto de 1821-24 de febrero de 1832 nombrado arzobispo de Turín)
  - Sede vacante (1832-1836)
- Ferdinando Bruno di Tornaforte † (1 de febrero de 1836-27 de septiembre de 1848 falleció)
- Luigi Fantini † (28 de septiembre de 1849-28 de agosto de 1852 falleció)
  - Sede vacante (1852-1871)
- Emiliano Manacorda † (24 de noviembre de 1871-29 de julio de 1909 falleció)
- Giosuè Signori † (15 de abril de 1910-23 de diciembre de 1918 nombrado obispo de Alessandria)
- Quirico Travaini † (16 de enero de 1919-19 de marzo de 1934 falleció)
- Angelo Soracco † (12 de diciembre de 1934-11 de marzo de 1943 falleció)
- Dionisio Borra † (30 de abril de 1943-2 de septiembre de 1963 renunció[nota 3])
- Giovanni Francesco Dadone † (17 de septiembre de 1963-29 de octubre de 1980 falleció)
- Severino Poletto † (29 de octubre de 1980 por sucesión-16 de marzo de 1989 nombrado obispo de Asti)
  - Sede vacante (1989-1992)[nota 4]
- Natalino Pescarolo † (4 de mayo de 1992-24 de agosto de 2005 retirado)
- Giuseppe Cavallotto (24 de agosto de 2005-9 de octubre de 2015 retirado)
- Piero Delbosco (9 de octubre de 2015-1 de junio de 2023 nombrado obispo de Cúneo-Fossano)

### Obispos de Cúneo
- Amedeo Bruno di Samone † (1 de octubre de 1817-21 de diciembre de 1838 falleció)
- Giuseppe Agostino Salomoni † (27 de abril de 1840-3 de agosto de 1843 renunció)[nota 5]
- Clemente Manzini, O.Carm. † (22 de enero de 1844-21 de marzo de 1865 falleció)
  - Sede vacante (1865-1867)
- Andrea Formica † (27 de marzo de 1867-5 de enero de 1885 falleció)
- Teodoro Valfrè di Bonzo † (27 de marzo de 1885-18 de marzo de 1895 nombrado obispo de Como)
- Andrea Fiore † (29 de noviembre de 1895-19 de enero de 1914 falleció)
- Natale Gabriele Moriondo, O.P. † (25 de mayo de 1914-28 de junio de 1920 renunció[nota 6])
- Giuseppe Castelli † (22 de diciembre de 1920-21 de octubre de 1924 nombrado obispo de Novara)
- Quirico Travaini † (21 de junio de 1926-19 de marzo de 1934 falleció)
- Giacomo Rosso † (14 de noviembre de 1934-6 de enero de 1957 renunció[nota 7])
- Guido Tonetti † (16 de febrero de 1957-3 de junio de 1971 falleció)
- Carlo Aliprandi † (3 de septiembre de 1971-1 de febrero de 1999 renunció)
- Natalino Pescarolo † (1 de febrero de 1999-24 de agosto de 2005 retirado)
- Giuseppe Cavallotto (24 de agosto de 2005-9 de octubre de 2015 retirado)
- Piero Delbosco (9 de octubre de 2015-1 de junio de 2023 nombrado obispo de Cúneo-Fossano)

### Obispos de Cúneo-Fossano
- Piero Delbosco, desde el 1 de junio de 2023

### Para la sede de Cúneo
- (en inglés) Diocese of Cuneo, en Enciclopedia Católica, Nueva York, Encyclopedia Press, 1913.
- (en italiano) Giuseppe Cappelletti, Le Chiese d'Italia dalla loro origine sino ai nostri giorni, Venecia, 1858, vol. XIV, pp. 345-346

### Para la sede de Fossano
- (en inglés) Diocese of Fossano, en Enciclopedia Católica, Nueva York, Encyclopedia Press, 1913.
- (en latín) Ferdinando Ughelli, Italia sacra, vol. IV, segunda edición, Venecia, 1719, col. 1079-1084
- (en italiano) Giuseppe Cappelletti, Le Chiese d'Italia dalla loro origine sino ai nostri giorni, Venecia, 1858, vol. XIV, pp. 281-286
- (en latín) Pius Bonifacius Gams, Series episcoporum Ecclesiae Catholicae, Graz, 1957, pp. 814-815
- (en latín) Konrad Eubel, Hierarchia Catholica Medii Aevi, vol. 4, p. 190; vol. 5, p. 205; vol. 6, p. 219